# Neurotrichus
A Neurotrichus az emlősök (Mammalia) osztályának Eulipotyphla rendjébe, ezen belül a vakondfélék (Talpidae) családjába tartozó nem.

## Rendszerezés
A nembe az alábbi 1 élő faj és 2 fosszilis faj tartozik:
- amerikai cickányvakond (Neurotrichus gibbsii) (Baird, 1858) - típusfaj[1]
- †Neurotrichus polonicus - pliocén-pleisztocén, Lengyelország[2]
- †Neurotrichus skoczeni - pliocén, Lengyelország[3]

Korábban egy harmadik fosszilis faj, a Neurotrichus columbianus is ide volt sorolva, azonban további kutatások után máshová helyezték át.

### Fordítás
- Ez a szócikk részben vagy egészben  a   Neurotrichus című angol Wikipédia-szócikk ezen változatának fordításán alapul.  Az eredeti cikk szerkesztőit annak laptörténete sorolja fel. Ez a jelzés csupán a megfogalmazás eredetét és a szerzői jogokat jelzi, nem szolgál a cikkben szereplő információk forrásmegjelöléseként.